# Asesinato de Hadeel al-Hashlamon
Hadeel al-Hashlamon fue una mujer palestina de 18 años que fue asesinada a tiros el 22 de septiembre de 2015 en un puesto de control israelí en Hebrón, en la Cisjordania (Palestina) ocupada por Israel. Según grupos de derechos humanos, fue asesinada cuando no representaba una amenaza y, por lo tanto, su asesinato fue una ejecución extrajudicial. Según el ejército israelí, Hashlamon recibió un disparo mientras intentaba apuñalar a un soldado, pero los grupos pro palestinos cuestionaron esta versión, mencionando que no hay evidencia en video o fotografía del momento del supuesto ataque. Hashlamon fue una de las primeras muertes en la  ola de violencia sufrida en el conflicto palestino-israelí de 2015 a 2016.

## El incidente

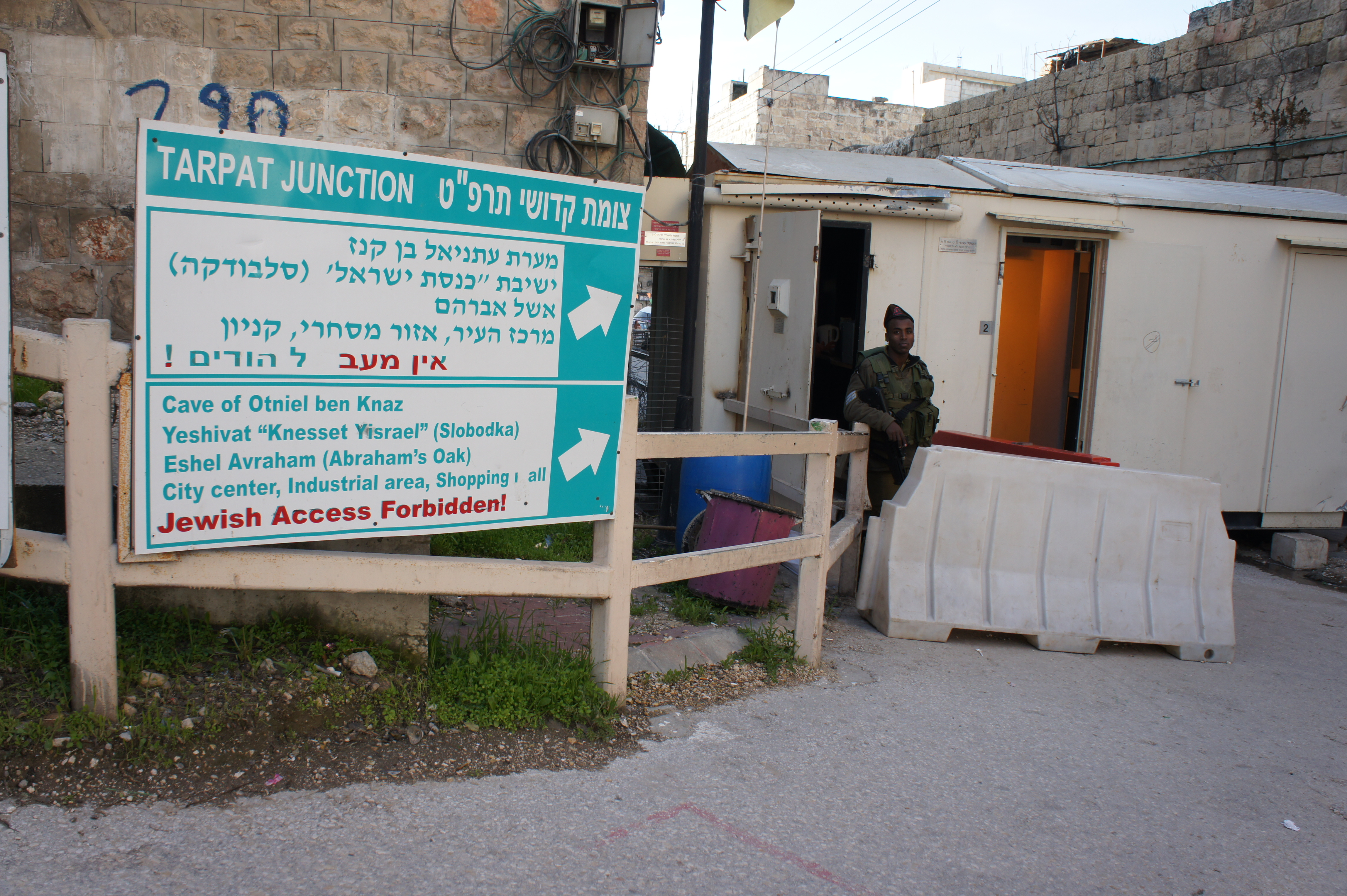
Puesto de control 56 en Hebrón

Según el informe de la organización Amnistía Internacional, que se basa en dos declaraciones de testigos,y el informe del ejército israelí, los acontecimientos que llevaron al asesinato de Hashlamon fueron las siguientes:
Hashlamon se dirigía a la escuela y tuvo que pasar por un puesto de control manejado por soldados israelíes en la calle Shuhada de Hebrón. El puesto de control, conocido como Puesto de control 56 o Shoter, era un pequeño paso de peatones que limitaba los movimientos de los palestinos en las proximidades de los asentamientos judíos de Hebrón. Llegó al puesto de control a las 7:40 de la mañana. Llevaba un niqab negro que le cubría el cuerpo y la cara.
Un detector de metales sonó cuando intentó pasar por el puesto de control y le ordenaron que abriera su bolso para registrarlo. Estaba a unos tres metros de los soldados. Abrió su bolso y se lo mostró, tras lo que los soldados le gritaron, lo que la paralizó.
Según el testigo Fawaz Abu Aisheh, de 34 años, que estaba cerca de Hashlamon en el puesto de control y habló con ella, los soldados le ordenaron "regresar" en hebreo, un idioma que ella no parecía conocer. Abu Aisheh, que hablaba hebreo, trató de mediar con los soldados pero estos ignoraron sus intentos. También intentó, sin éxito, que Hashlamon abandonara el puesto de control.
Cuatro soldados más llegaron al lugar y apuntaron con sus armas a Hashlamon y Abu Aisheh. Uno de ellos disparó un tiro de advertencia al suelo. Los soldados empujaron a Abu Aisheh y rechazaron su oferta de ayuda con la traducción. En ese momento Hashlamon estaba detrás de unas barandillas de metal que la separaban de los soldados.
El soldado que disparó el tiro de advertencia le disparó a Hashlamon en la pierna izquierda, lo que la hizo caer y dejar caer su bolso. Según Abu Aisheh, esto también provocó que se le cayera un cuchillo con mango marrón que había estado escondido debajo de su niqab. Luego, el soldado se acercó a Hashlamon, quien permanecía inmóvil en el suelo hasta que estuvo de pie junto a ella y le disparó cuatro o cinco veces en el pecho. Otros soldados le gritaron que se detuviera.
Según la versión del ejército israelí, Hashlamon continuó avanzando hacia los soldados incluso después de que se hubieran hecho disparos de advertencia. Pero según Amnistía Internacional, esa afirmación se contradice con las declaraciones de testigos y con las fotografías de Hashlamon, que la muestran parada. La fotografía que el ejército israelí publicó del cuchillo de Hashlamon mostraba un cuchillo con un mango azul y amarillo que no coincide con el testimonio de Abu Aisheh, quien dijo que el mango era marrón.
Hashlamon quedó tirada en el suelo hasta que llegó la ambulancia entre 30 y 40 minutos después. Según el informe de un testigo, un soldado le tomó el pulso pero no le ofreció ayuda médica. Según la organización de derechos humanos Monitor Euromediterráneo de Derechos Humanos (Euro-Med), los soldados se negaron a dejar pasar a las ambulancias y a los médicos para proporcionar asistencia médica. La ambulancia la llevó primero al asentamiento cercano Kiryat Arba, que carece de unidades de cuidados intensivos. Finalmente, fue trasladada al Centro Médico Shaare Zedek en Jerusalén, donde murió a causa de sus heridas.Según su padre, un médico de Hebrón, el informe médico que recibió decía que Hashlamon murió por hemorragia e insuficiencia orgánica múltiple como resultado de múltiples heridas de bala.
Al día siguiente se celebró una procesión fúnebre en Hebrón en la que miles de dolientes palestinos se reunieron para presentar sus respetos. Se llevó a cabo una manifestación en la que los manifestantes exigieron una fuerza de protección internacional para protegerlos de los soldados israelíes.

### Imágenes del incidente
El grupo activista Juventud contra los Asentamientos, con sede en Hebrón, publicó una serie de fotografías del incidente en su página de Facebook segundos antes de que dispararan a Hashlamon. Las fotografías fueron tomadas por un voluntario brasileño, Marcel Lame, del Programa de Acompañamiento Ecuménico en Palestina e Israel, quien también las publicó en su blog. Mostraban a soldados israelíes apuntando con sus armas a Hashlamon y al testigo Abu Aisheh, y circularon ampliamente en los medios de comunicación israelíes, palestinos e internacionales. El centro de medios Palmedia publicó un vídeo de dos minutos y medio de duración en su canal de Youtube que muestra el cuerpo sin vida de Hashlamon tirado en el suelo mientras los colonos y otros transeúntes observaban. No se puede ver ningún cuchillo en el video.

## Investigaciones de Amnistía Internacional y B'Tselem
La organización de derechos humanos Amnistía Internacional investigó el asesinato de Hashlamon y concluyó en un informe emitido unos días después del incidente que las pruebas indicaban que se trataba de una ejecución extrajudicial. Afirmó que Hashlamon «en ningún momento representó una amenaza suficiente para los soldados como para permitir el uso deliberado de fuerza letal» y que fue el último de una larga lista de asesinatos ilegales llevados a cabo con impunidad por las fuerzas israelíes en la Cisjordania ocupada.
La organización israelí de derechos humanos B'Tselem también investigó el asesinato y encontró que no había justificación para disparar múltiples balas a Hashlamon. Sin embargo, la organización no afirmó que el incidente fuera una ejecución extrajudicial.

## Investigación del ejército israelí
El ejército israelí llevó a cabo una investigación sobre el asesinato de Hashlamon. En su informe, publicado aproximadamente un mes después del asesinato, afirmó que ella tenía un cuchillo, que los soldados «actuaron con moderación, diciéndole que bajara el cuchillo repetidamente durante varios momentos» y que dispararle estaba justificado. Sin embargo, la investigación también afirmó que los soldados «podrían haber apuntado más bajo y disparado menos balas que lo que hicieron». El informe concluyó que la unidad no cometió ningún delito penal.

## Respuesta
En un informe publicado en octubre de 2015, Euro-Med enumeró el asesinato de Hashlamon como un ejemplo de «los asesinatos arbitrarios de Israel y su sistema de violencia estructural».
El Alto Comisionado de las Naciones Unidas para los Derechos Humanos publicó un informe el 20 de enero de 2016 sobre temas de preocupación en los territorios palestinos ocupados. El asesinato de Hashlamon fue mencionado como un ejemplo en el que «las fuerzas de seguridad israelíes, a veces supuestamente actúan con fuerza desproporcionada, hasta el punto de que hay fuertes sospechas de ejecuciones extrajudiciales».
El 17 de febrero de 2016, nueve congresistas estadounidenses y el senador Patrick Leahy escribieron una carta al Departamento de Estado de EE. UU. preguntando sobre "acusaciones específicas de graves violaciones de los derechos humanos" por parte de las fuerzas de seguridad de Egipto e Israel. Entre las acusaciones enumeradas se encontraba el asesinato de Hadeel al-Hashlamon. Pidieron al Departamento de Estado que determinara si los informes eran creíbles y, de ser así, si activarían la Ley Leahy, una ley que puede provocar la suspensión de la ayuda militar a países declarados culpables de violaciones de derechos humanos.